# Alcântara (Lisabon)

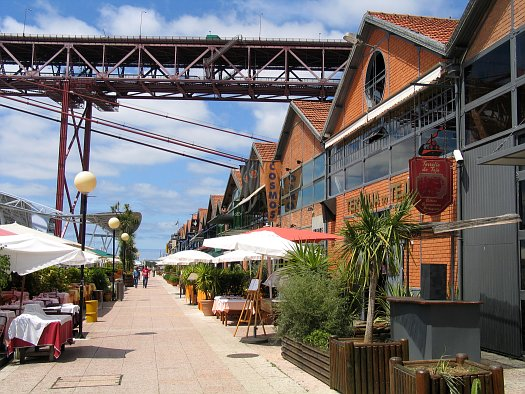
Kluby v bývalých docích Santo Amaro

Alcântara je čtvrť Lisabonu. Leží na jihozápadě města na břehu řeky Tejo. Na ploše 4,39 km² zde žije okolo 15 000 obyvatel.
Název čtvrti se dochoval z arabské éry. V roce 1580 se zde odehrála bitva u Alcântary. Později zde vzniklo množství stavebních památek, před zemětřesením 1755 zde načas byl i královský palác. Později se tu rozvinuly průmyslové podniky a doky. Právě bývalé doky jsou v současnosti jedním z center lisabonského nočního života.
Ve čtvrti se nacházejí dvě nádraží obsluhovaná příměstskými vlaky CP: Alcântara-Mar na pobřežní trati do Cascais a Alcântara-Terra na spojovací trati Cintura.